# اسکادران ۲۳ تاکتیک‌های ویژه
اسکادران ۲۳ تاکتیک‌های ویژه (انگلیسی: 23rd Special Tactics Squadron) یکی از واحدهای تاکتیک‌های ویژه فرماندهی عملیات‌های ویژه نیروی هوایی ایالات متحده آمریکا است.